# Еліу Пінту
Еліу Пінту (порт. Hélio Pinto, нар. 20 лютого 1982, Портімау) — португальський футболіст, півзахисник.

## Клубна кар'єра
Народився 20 лютого 1982 року в місті Портімау. Вихованець юнацьких команд футбольних клубів «Портімоненсі» та «Бенфіка».
У дорослому футболі дебютував 2003 року виступами за «Бенфіка», в якій взяв участь лише у 2 матчах чемпіонату сезону 2003/04.
2004 року перейшов в клуб «Севілья Атлетіко», де провів наступний сезон, проте основним гравцем стати так і не зумів, через що наступний сезон 2005/06 провів на правах оренди в кіпрському «Аполлоні». У лімасольському клубі був основним гравцем, допомігши команді виграти національний чемпіонат.
Влітку 2006 року підписав повноцінний контракт з іншим кіпрським клубом — АПОЕЛом. Відіграв за нікосійську команду наступні сім сезонів своєї ігрової кар'єри, вигравши за цей час чотири національні чемпіонати, три суперкубка і один кубок.
До складу клубу «Легія» приєднався 21 червня 2013 року, уклавши з клубом дворічний контракт. Відіграв за команду з Варшави 43 матчі в національному чемпіонаті, після чого влітку 2015 року отримав статус вільного агента.

## Виступи за збірні
2001 року дебютував у складі юнацької збірної Португалії, взяв участь у 13 іграх на юнацькому рівні.
2004 року залучався до складу молодіжної збірної Португалії. На молодіжному рівні зіграв у 2 офіційних матчах.
27 липня 2012 року Пінту отримав кіпрське громадянство, і Футбольна асоціація Кіпру запросила у ФІФА згоду на виступи футболіста за острівну збірну. Проте, керівний орган в кінцевому підсумку постановив, що Пінту не може представляти збірну Кіпру, оскільки раніше вже виступав за збірні Португалії до 19 та 20 років і не мав паралельно кіпрського громадянства.

## Досягнення
- Чемпіон Кіпру (5):

«Аполлон»: 2005-06
АПОЕЛ: 2006-07, 2008-09, 2010-11, 2012-13
- Володар Кубка Кіпру (1):

АПОЕЛ: 2007-08
- Володар Суперкубка Кіпру (3):

АПОЕЛ: 2008, 2009, 2011
- Чемпіон Польщі (1):

«Легія»:  2013-14
- Кубок Польщі з футболу (1):

«Легія»: 2014-15